# Ramona (pel·lícula de 1910)
Ramona és una pel·lícula muda de la Biograph estrenada 23 de maig de 1910, dirigida per D. W. Griffith i protagonitzada per Mary Pickford i Henry B. Walthall. Basada en la novel·la homònima de Helen Hunt Jackson (1884), Ramona explora, a través d'una història d'amor, l'injustícia i explotació exercida sobre els nadius americans. Existeixen altres tres versions de la pel·lícula: la del 1916 dirigida per Donald Crisp, la del 1928, dirigida per Edwin Carewe amb Dolores del Rio i la del 1936, dirigida per Henry King amb Loretta Young.

## Argument
Ramona és una noia òrfena, pertanyent a la prestigiosa família espanyola dels Moreno que viu en una hisenda a Califòrnia. Un dia arriba a treballar a l'hisenda Alessandro, un indi que s'enamora d'ella només veure-la en la capella. El sentiment és mutu però la madrastra de Ramona no li agrada veure rondar l'indi al voltant de la noia i els crida l'atenció cada cop que els veu junts. A més, Felipe, fill de la seva madrastra, li declara el seu amor però ella el rebutja, ja que no l'estima. Un dia que Ramona embelesada en sentir cantar Alessandro s'abraça a ell, la madrastra els descobreix, acomiada Alessandro i envia Ramona cap a casa. Alessandro al tornar al seu poble troba que aquest ha estat destruït pels blancs i mentrestant ella s'assabenta que té sang índia. Això fa que ella abandoni la família per viure amb Alessandro. Tot i que els treballadors de la hisenda els volen perseguir, Felipe ho impedeix i els deixa marxar. Es casen, viuen en una de les cases enrunades del poble d'Alessandro i són feliços doncs tenen un fill. Un dia, es presenta un home blanc que els fa fora d'allà dient que allò és ara propietat seva. Han de marxar a les muntanyes únicament amb el que poden portar a sobre. El nen acaba morint i mentre l'estan enterrant apareix un altre home blanc que els vol fer fora, ja que allò és el seu territori. Alessandro embogeix i corre per la muntanya perseguit per ella fins que aconsegueix atrapar-lo i el calma. En aquell moment, un altre home blanc els vol fer fora d'allà doncs estan en la seva terra. Alessandro es desespera i és assassinat. Felipe ha estat buscant mentrestant la parella i troba Ramona enterrant el seu marit. L'acull i la retorna a la hisenda.

## Repartiment
- Mary Pickford (Ramona)
- Henry B. Walthall (Alessandro)
- Francis J. Grandon (Felipe)
- Kate Bruce (la madrastra)
- W. Chrystie Miller (capellà)
- Dorothy Bernard
- Gertrude Claire
- Robert Harron
- Dell Henderson (home de l'enterrament)
- Mae Marsh
- Frank Opperman (treballador al ranxo)
- Anthony O'Sullivan (treballador al ranxo)
- Jack Pickford (noi)
- Mack Sennett (explotador blanc)
- Charles West (home a la capella)
- Dorothy West (dona a la capella)

## Producció
Aquesta és la primera versió filmada de la novel·la de Helen Hunt Jackson. Griffith havia fet el paper d'Alessandro en el teatre i va aconseguir que la Biograph s'interessés en rodar-ne una versió. La companyia va pagar 15 dòlars pels drets d'autor de la pel·lícula. Per a la producció, Griffith es va desplaçar a les muntanyes de Camulos al comtat de Ventura a Califòrnia per rodar exactament en les mateixes localitzacions que on passava l'acció en la novel·la original. En aquesta pel·lícula apareix el primer pla general de la història del cinema, la destrucció del poblat, el qual li permetia dotar de dramatisme l'escena i fer que l'espectador es posés en el punt de vista d'Alessandro que contempla impotent l'escena que es produeix a la llunyania. La pel·lícula, d'una bobina, va suposar el debut cinematogràfic de Mae Marsh.
La General Film Company en va fer una reedició per al mercat nord-americà que aparegué el 18 de setembre de 1914. La pel·lícula es conserva a la Biblioteca del Congrés dels Estats Units (American Film Institute / Mary Pickford collection), en negatiu i positiu de 35 mm.